# Aleksandr Sierow (kolarz)
Aleksandr Siergiejewicz Sierow (ros. Александр Сергеевич Серов, ur. 12 listopada 1982 w Wyborgu) – rosyjski kolarz torowy i szosowy, złoty i srebrny medalista mistrzostw świata i Europy w kolarstwie torowym.

## Kariera
Pierwszy sukces na arenie międzynarodowej Aleksandr Sierow osiągnął w 2000 roku, kiedy na torowych mistrzostwach świata juniorów zdobył brązowe medale w indywidualnym i drużynowym wyścigu na dochodzenie. W latach 2003 i 2004 zdobywał srebrne medale na mistrzostwach Europy U-23 w indywidualnym wyścigu na dochodzenie. W kategorii seniorów pierwszy medal zdobył podczas mistrzostw Europy w Pruszkowie w 2010 roku, gdzie był drugi w drużynowym wyścigu na dochodzenie. Rok później, na mistrzostwach świata w Apeldoorn wspólnie z Aleksiejem Markowem, Jewgienijem Kowalowem i  Iwanem Kowalowem zdobył srebrny medal w tej samej konkurencji.

## Najważniejsze osiągnięcia

### kolarstwo torowe
2008
- 6. miejsce w igrzyskach olimpijskich (wyścig druż. na dochodzenie)
- 8. miejsce w igrzyskach olimpijskich (wyścig ind. na dochodzenie)

2010
- 2. miejsce w mistrzostwach Europy (wyścig druż. na dochodzenie)

2011
- 2. miejsce w mistrzostwach świata (wyścig druż. na dochodzenie)
- 1. miejsce w mistrzostwach Rosji (wyścig druż. na dochodzenie)
- 1. miejsce w mistrzostwach Rosji (madison)

2012
- 4. miejsce w igrzyskach olimpijskich (wyścig druż. na dochodzenie)
- 1. miejsce w mistrzostwach Europy (wyścig druż. na dochodzenie)

2013
- 2. miejsce w mistrzostwach Europy (wyścig druż. na dochodzenie)
- 1. miejsce w mistrzostwach Rosji (wyścig druż. na dochodzenie)

2014
- 3. miejsce w mistrzostwach Europy (wyścig druż. na dochodzenie)

### kolarstwo szosowe
2007
- 1. miejsce na 6. etapie Tour of Britain
- 1. miejsce na 3. etapie Tour de Grande-Bretagne

2011
- 1. miejsce na 4. etapie Flèche du Sud
- 3. miejsce w Tour of China

2012
- 1. miejsce na 2. etapie Vuelta a Murcia

2013
- 1. miejsce na 1. etapie Volta a Portugal
- 1. miejsce na 5. etapie Vuelta a Costa Rica